# フューチャーセンター
フューチャーセンター（future center）とは、企業、政府、自治体などの組織が中長期的な課題の解決、オープンイノベーション、ソーシャルイノベーション
による創造を目指し、様々な関係者を幅広く集め、対話を通じて新たなアイデアや問題の解決手段を見つけ出し、相互協力の下で実践するために設けられる施設である。施設は一般に、研修スペースや学習スペース、ミーティングスペースなどで構成される。
フューチャーセンターそのものは施設を指し、中で行われるセッションはフューチャーセッション（future session）と呼ばれる。

## 概要
フューチャーセンターは、欧州が発祥とされており、その設立が広がっている施設である。1996年にスウェーデンの保険会社、スカンディア社がストックホルム郊外のバクスホルムに開設したのをはじめとして、ヨーロッパの重電機メーカーABB、オランダ政府、デンマーク政府などが開設し、約20か所に存在する。
フューチャーセンターでは、所属組織や立場の異なる多様な人たち、例えば異なる省庁のスタッフや企業人、市民などが集まり、普段従事している組織内では決して構築されることのない関係性を形成し、横断的な対話を行って意思決定や理解の共有が行われる。その目的は、創造性を発揮し、複雑化して従来の枠組みでは解決の難しい現代の様々な課題を解決することにある。例えば、地球環境問題への対応や、企業や業界の枠組みを超えたイノベーション等の複雑な課題は、普段と同じ組織のメンバーと普段と同じ会議室に集まっても、過去になかった発想やアイデアを生み出し、解決に向けて実践することは困難である。そこでフューチャーセンターという多様なメンバーが集まる場をつくり、集合知を形成し、新たな知を創造しようとする取り組みが行われるようになったわけである。
扱われるテーマは、行政分野の政策立案、民間分野では事業戦略策定や製品開発など多岐に渡る。例を挙げるとオランダ政府の12省庁すべてに門戸が開かれているカントリーハウスと呼ばれるフューチャーセンターでは、省庁の枠組みを超えて、社会や地域の問題を解決するために必要な支援やリソースの配分について対話が行われている。また、ABBのフューチャーセンターでは、社内外の異なる技術領域や職能の人材を集め出会いと交流の場を提供するとともに、そこから生まれたアイデアに基づいてプロジェクトを立ち上げビジネス化を支援する社内インキュベーターの役割を担っている。
以上のような目的や機能を果たすためフューチャーセンターの空間デザインは、人を日常的な感覚から解き放つために遊びの要素を取り入れたり、多様なテーマに対応できるよう天井や壁、床を移動し様々なレイアウトを柔軟に構成できるようにしたりといった工夫が見られる。
また、フューチャーセッションにおいてはファシリテーターとよばれる対話の誘導者が対話を促すシステムを設けていることも多い。
フューチャーセッションを開く場所として、コワーキングスペースが活用されることがある。
なお、日本では、フューチャーセンターは、紺野登のKIRO株式会社の登録商標である。
フューチャーセッションのファシリテーターに近い概念として、交流型イノベータが内閣府経済社会総合研究所が提言している。

## 企業におけるフューチャーセンター
日本では2007年に富士ゼロックス（現:富士フイルムビジネスイノベーション）、2009年に東京海上日動システムズがフューチャーセンターを開設した。
さらには、富士通エフサスコクヨなどフューチャーセンターを設置する企業は増加している。
また、企業間フューチャーセンターなど多企業合同でフューチャーセッションを開催する取り組みも存在する。

## 教育機関におけるフューチャーセンター
高等学校では、奈良県立桜井高校がフューチャーセッションを開催している。なお、静岡県立島田商業高等学校は、地域住民に開かれた形で運営からファシリテーションまですべてを実施している唯一の高等学校である。
大学においては、2011年に静岡県立大学経営情報学部国保祥子研究室が地元企業の支援を受け、国内で初めて大学生によって運営されるフューチャーセンターを設立した後、静岡大学や東京大学、岐阜大学、岡山大学、徳島大学、上智大学、京都産業大学など、多くの教育機関においてフューチャーセッションが開催されており、増加している。

## オープンイノベーションとしての効果
新規事業開発やマーケティングのプロセスにフューチャーセンターでの対話の取り組みを有効に組み込めば、社会起点のオープンイノベーションを達成でき、企業のイノベーションにつなげることができると考えられる。
また、エレクトロニクス、化学、自動車メーカーなど、業種を超えたフューチャーセッションを行うことで新しい発想や気づきを得ることができるとされている。2012年11月16日に開催された『発想をみがく"ものづくり"ダイアローグ』のフューチャーセッションでは、各業種のメーカー技術者、企画担当者、研究開発部門のマネージャーが参加し、イノベーションにつなげられた。

## ソーシャルイノベーションとしての効果
フューチャーセンターでは、自己変革の起点になる。そして社会善のテーマを掲げることで、未来のステークホルダーとのつながりが生まれる。最終的には組織全体への影響を与えるためことができるとされている。
また、社会起業家をフューチャーセッションに交えることで、ソーシャルイノベーションにつなげることができるともされている。
ソーシャルビジネスに代表されるように、社会問題や環境問題を事業によって解決することが
イノベーション、ビジネスの重要なテーマとなっている。

## フューチャーセンターウィーク
毎年、5月末～6月初旬にかけては、「フューチャーセンターウィーク(フューチャーセッションウィーク) 」と呼ばれ、フューチャーセッションを集中的に多数に開催することが毎年の慣例となっている。
2012年は『約2週間で計70セッション、のべ参加者数約3,000人』という実績を残し、日本社会にインパクトを与えた。

## 他のイベントとの差異
類似のものとしては、IT勉強会やハッカソン、異業種交流会などがある。

### IT勉強会とハッカソン
IT勉強会とハッカソンは技術を中心とし、IT企業、さらにはアメリカのシリコンバレーから始まった文化なので、欧州を起源とするフューチャーセンターとは異なるもののアウトプットを出し、課題を解決、創造するという点では共通事項がある。

### 異業種交流会
また、異業種交流会は、交流と人脈作りを目的としアウトプットを求めないことからフューチャーセンターとは異なっている。

### QCサークル活動(カイゼン活動)
製造業において、トヨタ生産方式のQCサークル活動やカイゼン活動と比較される場合もある。QC活動は課題解決型であり改善により不具合を減らす、仕事を効率的にする、コストを安くする。などを目標とする。一方フューチャーセッションは価値創造型であり、今までにない新しい製品を考えるなど新しい価値を生むことを目標とすることが多く、フューチャーセッションとカイゼン活動は場合によっては分けて考えなければならない。